# Gevherhán szultána
Gevherhan szultána (1544, Manisa — 1622, Isztambul), II. Szelim oszmán szultán lánya. Édesanyjának kiléte bizonytalan, valószínűleg nem Nurbanu szultána volt az.
1562-ben férjhez adták Piyale pasához, ám a pasa 1578-ban meghalt. III. Murád pedig Cerrah Mehmed pasát jelölte ki nővére új férjéül. Házasságuk jól működhetett, Gevherhan segítette férje politikai karrierjét, ennek csúcsaként Mehmed pasát 1598-ban nagyvezíri rangra emelték. Ám még ezek előtt, 1583 körül Gevherhan egy bosnyák ágyast ajándékozott unokaöccsének, az akkor még herceg Mehmednek, s a lány nem volt más, mint a későbbi Handan szultána, I. Ahmed édesanyja. Ahmed nagyon hálás volt, amiért szüleit összehozta a szultána, s valószínűleg éppen ezért első lányát is Gevherhannak nevezte el később.